# ماريو ماتوس
ماريو ماتوس (21 يونيو 1988 بإقليم بروكسل العاصمة في بلجيكا - ) هو لاعب كرة قدم بلجيكي في مركز حراسة المرمى. لعب مع إشتوريل برايا ونادي أونياو دا ماديرا وRoyale Union Tubize-Braine ‏.

## وصلات خارجية
- ماريو ماتوس على موقع قاعدة بيانات كرة القدم.إي يو (الإنجليزية)